# Włodzimierz Bonusiak
Włodzimierz Kazimierz Bonusiak (ur. 21 lutego 1942 w Kaliszu) – polski historyk, specjalizujący się w historii gospodarczej Polski i powszechnej; nauczyciel akademicki związany z uczelniami w Rzeszowie oraz rektor tamtejszej Wyższej Szkoły Pedagogicznej w latach 1996–2001, a także Uniwersytetu Rzeszowskiego od 2002 do 2008 roku. W czasach Polskiej Rzeczypospolitej Ludowej pełnił wysokie funkcje w Komitecie Wojewódzkim Polskiej Zjednoczonej Partii Robotniczej w Rzeszowie. 

## Życiorys
Urodził się w 1942 roku w Kaliszu, był synem Andrzeja i Zofii Bonusiaków. Jego ojciec sprawował funkcję prezydenta miasta (1947–1949) i przewodniczącego miejskiej rady narodowej (1949–1952, 1957–1959). W Kaliszu Włodzimierz Bonusiak ukończył szkołę podstawową i średnią. Po uzyskaniu świadectwa maturalnego podjął studia historyczne na Uniwersytecie Adama Mickiewicza w Poznaniu (UAM), które ukończył w 1965 roku. Rozpoczął następnie pracę jako nauczyciel historii i WOS w Liceum Ogólnokształcącym dla Pracujących oraz Korespondencyjnym Liceum Ogólnokształcącym w rodzinnym mieście. Pełnił tam także funkcję zastępcy dyrektora (1969–1970), a następnie dyrektora (1970–1974). W 1973 uzyskał na UAM stopień doktora nauk humanistycznych w zakresie historii broniąc pracy Rozwój ekonomiczno-społeczny miasta Kalisza w okresie zaborów (1815–1918), przygotowanej pod kierunkiem Czesława Łuczaka.

### Kariera naukowa
W 1974 roku przeprowadził się do Rzeszowa, gdzie został zatrudniony jako asystent, a następnie jako adiunkt na Politechnice Rzeszowskiej im. Ignacego Łukasiewicza. W 1981 habilitował się na Wydziale Historycznym UAM na podstawie rozprawy pt. Polityka ekonomiczna III Rzeszy na okupowanych terenach ZSRR (1941–1944).
W 1982 roku przeniósł się do Wyższej Szkole Pedagogicznej w Rzeszowie (od 2001 roku Uniwersytet Rzeszowski), gdzie został kierownikiem Zakładu Historii Polski Najnowszej Instytutu Historii (do 2012 roku). Na uczelni tej poza pracą naukowo-dydaktyczną pełnił także szereg innych ważnych funkcji organizacyjnych. W latach 1982–1983 oraz 1988–1988 był prodziekanem Wydziału Socjologiczno-Historycznego. Od 1983 do 1984 sprawował funkcję prorektora, a potem w latach 1984–1987 był dyrektorem Instytutu Historii. W latach 1990–1996 zajmował stanowisko dziekana Wydziału Socjologiczno-Historycznego. W 1993 roku uzyskał tytuł profesora nauk humanistycznych. 
W 1994 został rzeszowskim koordynatorem – obok Erharda Cziomera z Uniwersytetu Jagiellońskiego, we współpracy z Instytutem Studiów Wschodnich i Międzynarodowych w Kolonii i Uniwersytetem Lwowskim – szeregu konferencji naukowych z lat 1995–2008 poświęconych współpracy Niemiec, Polski i Ukrainy, których celem było projektowanie polskiej i ukraińskiej integracji z Unią Europejską i NATO.
Od 1996 do 2001 roku był rektorem Wyższej Szkoły Pedagogicznej. Był jednym z inicjatorów jej przekształcenia w Uniwersytet Rzeszowski w 2001 roku, a także drugim w jej historii rektorem od 2002 do 2008 roku. W latach 2008–2012 piastował ponownie urząd dyrektora Instytutu Historii.
Po przejściu na emeryturę pracował na Uniwersytecie Rzeszowskim (2013–2014), w Wyższej Szkole Handlowej im. Bolesława Markowskiego w Kielcach (2014–2016) i w Społecznej Akademii Nauk w Łodzi (2016–2018).

### Działalność partyjna
W marcu 1962 zapisał się do PZPR. W latach 1975–1979 był sekretarzem ds. propagandy w Komitecie Uczelnianym PZPR Politechniki Rzeszowskiej, a w okresie 1979–1980 pełnił funkcję I sekretarza KU PZPR. Od roku 1980 był funkcjonariuszem Komitetu Wojewódzkiego PZPR w Rzeszowie. Ten etap kariery rozpoczął od funkcji kierownika Wydziału Nauki, Oświaty i Kultury, którą pełnił do września 1982. W roku 1985 został dyrektorem Międzywojewódzkiej Szkoły Partyjnej KW PZPR, a rok później przeszedł na stanowisko Sekretarza ds. Nauki i Oświaty KW PZPR w Rzeszowie, zostając równocześnie członkiem egzekutywy tego komitetu. Obie te funkcje pełnił do 16.10.1989. W wyborach parlamentarnych w 1989 bez powodzenia kandydował na posła sejmu kontraktowego w okręgu nr 83 Rzeszów.

## Dorobek naukowy
Zainteresowania naukowe Włodzimierza Bonusiaka koncentrują się wokół zagadnień związanych z historią najnowszą ze szczególnym uwzględnieniem systemu i polityki okupacyjna III Rzeszy i ZSRR, stosunków polsko-ukraińskich, dziejów miast (Kalisz, Rzeszów, Ropczyce, Dębica, Łańcut, Tarnobrzeg, Lwów, Drohobycz), biografistyką: przywódców ZSRR, a także wybitnych ludzi Polski południowo-wschodniej. Jest autorem około 150 publikacji, w tym 15 monografii. Do jego najważniejszych prac należą:
- Polityka ekonomiczna III Rzeszy na okupowanych obszarach ZSRR 1941–1944, Rzeszów 1981.
- Życie i działalność Ignacego Łukasiewicza, Rzeszów 1985.
- Kto zabił profesorów lwowskich?, Rzeszów 1989.
- Małopolska Wschodnia pod rządami III Rzeszy, Rzeszów 1990.
- Józef Stalin (biografia), Kraków 1992.
- Polityka ludnościowa III Rzeszy na okupowanych obszarach ZSRR 1939–1941, Rzeszów 1993.
- Polska podczas II wojny światowej, Rzeszów 1999; wyd. II, 2003; wyd. III, 2011.
- Polityka ludnościowa i ekonomiczna ZSRR na okupowanych ziemiach polskich w latach 1939-1941 („Zachodnia Ukraina” i „Zachodnia Białoruś”), Rzeszów 2006
- Szejk z Galicji. Ignacy Łukasiewicz 1822–1882, Rzeszów 2007; wyd. II, 2019.
- Historia Polski (1944–1989), Rzeszów 2007.
- Trzecia Rzeczpospolita (1989–2007), Rzeszów 2008.
- Druga Rzeczpospolita (1918–1939), Rzeszów 2011.
- Małopolska Wschodnia i Wołyń w czasie II wojny światowej, Rzeszów 2022.

Zredagował szereg prac zbiorowych:
- Ropczyce. Zarys dziejów (z Feliksem Kirykiem), Rzeszów 1991.
- Rosja – kontynuacja czy punkt zwrotny? (z Kazimierzem Sową), Rzeszów 1994.
- Galicja i jej dziedzictwo, t. 1: Historia i polityka (z Józefem Buszką), Rzeszów 1994.
- Łańcut. Studia i szkice z dziejów miasta, Rzeszów 1997.
- Chłopi, naród, kultura, t. 5: Chłopi a państwo (z Józefem Szaflikiem), Rzeszów 1997.
- Polacy i Ukraińcy podczas II wojny światowej, Rzeszów 2000.
- Dzieje Wyższej Szkoły Pedagogicznej w Rzeszowie 1965–2000, Rzeszów 2001.
- Polska i Ukraina w podręcznikach szkolnych i akademickich, Rzeszów 2001.
- Stereotypy narodowościowe na pograniczu, Rzeszów 2002.
- Drohobycz – miasto wielu kultur, Rzeszów 2005.
- Polscy robotnicy przymusowi w Trzeciej Rzeszy, Rzeszów 2005.
- Słownik biograficzny profesorów Uniwersytetu Rzeszowskiego 2001–2006, Rzeszów 2006.
- 140 lat samorządu miasta Rzeszowa, Rzeszów 2007.
- Dzieje Żołyni, Żołynia 2008.
- Dzieje ziemi grodziskiej. By pokolenia pamiętały, skąd nasz ród…, Grodzisko Dolne 2009.
- Rzeszów – w 655. rocznicę lokacji. Studia z dziejów miasta i regionu (z Wiolettą Zawitkowską), Rzeszów 2010.
- Uniwersytet Rzeszowski w latach 2001–2008, Rzeszów 2010.
- Dzieje Ropczyc u schyłku PRL i w III Rzeczypospolitej, Rzeszów 2012.
- Dzieje Rzeszowa, t. 4: Rzeszów w latach 1945–1989, Rzeszów 2012.
- Dzieje Rzeszowa, t. 5: Rzeszów w latach 1989–2015, Rzeszów 2017.
- Dzieje Brzózy Królewskiej, Sandomierz 2017.
- W 670. rocznicę lokacji miasta Rzeszowa. Wybrane zagadnienia z najnowszej historii miasta Rzeszowa (z Grzegorzem Bonusiakiem), Rzeszów 2024

## Życie prywatne
Jego żoną jest Stanisława z domu Borejko. Mają dwóch synów, Andrzeja i Grzegorza.

## Wyróżnienia
Jest doktorem honoris causa Czerniowieckiego Uniwersytetu Narodowego im. Jurija Fedkowycza i Drohobyckiego Państwowego Uniwersytetu Pedagogicznego im. Iwana Franki. W 1984, 1988 i 1993 był stypendystą Niemieckiej Centrali Wymiany Akademickiej (DAAD). W 1985 roku otrzymał Krzyż Kawalerski Orderu Odrodzenia Polski. Poza tym został odznaczony 9 nagrodami Ministra Edukacji Narodowej i Sportu (Szkolnictwa Wyższego), w tym jedną zbiorową.

## Członkostwo
Należy do następujących organizacji naukowych:
- członek Głównej Komisji Badania Zbrodni Hitlerowskich w Polsce (1986–1988)
- członek Rady Naukowej GKBZH w Polsce (1988–1990)
- przewodniczący Okręgowej Komisji BZH w Polsce (1986–1989)
- członek zespołu Dydaktyczno-Naukowego Nauk Historycznych MNiSW (1986–1989)
- członek Rady Naukowej Głównej Komisji BZpNP – IPN (1994–1998)
- wiceprzewodniczący Towarzystwa Naukowego w Rzeszowie (1983–1989)
- przewodniczący Towarzystwa Naukowego w Rzeszowie (1990–1992)
- przewodniczący Towarzystwa Uniwersyteckiego w Rzeszowie (1996–)
- współpracownik Komisji Wschodnioeuropejskiej PAU (2000–)